# 蘆野敬三郎
蘆野 敬三郎（あしの けいざぶろう、1866年（慶応2年） - 1941年（昭和16年）2月17日）は、数学天文学者、海軍大学教授、理学士、気象関係従事者。従三位勲二等。

## 経歴
慶應義塾幼稚舎を経て東京帝国大学理学部卒業。学生のとき1887年（明治20年）8月の皆既日食を白河にて、アメリカの天文学者トッド博士の通訳兼協力者として菊池大麓と共に観測に参加。
1900年（明治33年）文部省が行ったローマ字表記調査委員となり、上田萬年、磯田良、大西祝、神田乃武、金子銓太郎、小西信八、藤岡勝二、高楠順次郎、湯川寛吉、渡部董之介の11名で報告。
日本数学物理学会会員。長く海軍大学教授を務め、退官後、理化学研究所の図書の係を務めた。二男は、外交官の蘆野弘。

## 著書
- 『中等算術教科書』（金港堂、1896年）
- 『宇宙之進化』（岩波書店、1913年）